# Golden hits
Golden hits es el primer álbum acústico de la banda argentina Fun people, publicado en 1999, en formato acústico por Gori & Nekro.

## Temas
1. «Gengibre»
2. «NeverKnows»
3. «Easy To Come»
4. «Take Over»
5. «Burning Hearts»
6. «Lolita»
7. «Middle Of The Rounds»
8. «Esos Días»
9. «Badman»
10. «Point Of Lovely Sun»
11. «Pei Pa Koa»

## Ficha técnica
- Todas las canciones grabadas en la habitación de Gori en enero de 1999, excepto «Point of lovely sun», grabado en Loro Azul por Mario Siperman a mediados de 1999.
- Todas las canciones grabadas y masterizadas por Mario Siperman.